# Klazomenai Anaxagorasz
Klazomenai Anaxagorasz (görögül Αναξαγόρας), (i. e. 500/497 körül – i. e. 428/427 körül) preszókratikus gondolkodó, csillagász. A létező valósággal és az anyaggal kapcsolatos kutatásai miatt az antik materializmus egyik képviselőjének is tekintik. Diogenész Laertiosz úgy jellemezte, hogy ő volt az első olyan ember, aki az anyag mellé állította az értelmet.

## Datálása
Anaxagorasz születésének és halálának évét is csak hozzávetőlegesen tudjuk behatárolni. Diogenész Laertiosz fő művében, Apollodórosz Krónikáját idézve azt állította, hogy Anaxagorasz a 70. olümpiász idején (Kr. e. 500–497 között) született és a 88. olümpiász első évében (Kr. e. 428–427-ben) halt meg. Kr. e. 480/479 táján érkezett Athénba, ezután kezdett el filozófiával foglalkozni. Arisztotelész szerint fiatalabb volt Empedoklésznál, de munkássága alapján későbbre tehető. Arisztotelész feljegyzése pontosíthatna Anaxagorasz datálásán, ha pontosan tudnánk Empedoklész születésének évét, de az ő pontos dátumait sem ismerjük. Jelenleg (olyan kutatóknak köszönhetően, mint Diels) ez kormeghatározás a legelfogadottabb.
A. E. Tylor, Anaxagorasz perének dátumáról (On the Date of the Trial of Anaxagoras) című esszéjében i. e. 500–428 közé teszi Anaxagorasz életét, az ellene indított pert pedig 450-re. Állítását több különböző érvel támasztotta alá.
A harmadik elméletet Georg Fridrich Unger állította fel. Eszerint Anaxagorasz i. e. 533-ban született, 494-ben (Milétosz eleste után) érkezett Athénba, és ott élt az elkövetkező harminc évben. Ismertebb tanítványai Themisztoklész, Periklész és Euripidész voltak. Aigoszpotamoi meteor becsapódása után (467/6) Anaxagorasz úgy döntött, hogy az égitestekről alkotott elméletét könyvben foglalja össze. Miután megjelentette könyvét, az athéniak istentagadással vádolták meg és bebörtönözték, de tanítványa, Periklész segítségével sikerült a perzsa uralom alatt álló Lampszakoszba menekülnie, és ott halt meg i. e. 462-ben vagy 461-ben. Unger elméletét sokrétűen alátámasztotta. Egyik legfigyelemreméltóbb állítása a következő: Platón dialógusaiban (amelyek Szókratész életének idejében játszódnak le), soha nem élő, jelenlévő emberként szerepelteti Anaxagoraszt, hanem tanításait közvetítőkkel, mint például Arkhelaosszal mondatja el.

## Élete és munkássága
Diogenész Laertiosztól tudjuk, hogy Anaxagorasz Hégébiszulosz vagy Eubolosz fia volt és Klazomenaiból (ión kisváros Szmürna közelében), előkelő családból származott. Örökségéről azonban lemondott, és a természettudománynak szentelte életét. Theophrasztosz szerint Anaxagorasz Hégébiszulosz fia volt, és nem sokkal Empedoklész előtt született.
Főként csillagászattal foglalkozott, és csillagászati ismeretei alapján előre jelzett számos természeti jelenséget. Állítólag megjövendölte egy meteor becsapódását, és földrengéseket is előre jelzett.
Körülbelül húszéves volt amikor Athénba érkezett, itt később filozófiai iskolát alapított. Athénba való érkezésének ideje és körülménye ugyancsak vitatott: egyes feljegyzések szerint Periklész apja hívta Athénba, hogy fiának a nevelője legyen. Más feljegyzések szerint Xerxész csapatával érkezett Görögországba. Ez a feltételezés igazolná a „médizmus” vádat, amellyel harminc évvel később Periklész ellenségei megvádolták.
A doxográfusok szerint Anaximenész tanítványa volt. Ez azonban elég kétséges, ugyanis amikor Anaxagorasz született, Anaximenész már halott volt. Nem zárható ki, hogy közvetve hallgatta Anaximenész tanításait annak egyik tanítványától, ugyanis Theophrasztosz azt mondta róla: „Anaximenészhez hasonlóan gondolkodott.”

### Művei
Diogenész Laertiosz Anaxagoraszt az egyetlen művet írt szerzők közé sorolja, az egész könyv azonban nem maradt fenn. Anaxagorasz töredékei Szimplikiosznál olvashatók. Szimplikiosz azon állításából, hogy Anaxagorasz könyve csupán egy drachmáért megvásárolható volt, a filozófiatörténészek arra következtetnek, hogy nem lehetett túl hosszú. A Szimplikiosz-féle szöveg (in. phys. p. 34) arra is utal, hogy Anaxagorasz műve több részből állt.
Diogenész Laertiosz feljegyzése szerint Anaxagorasz könyvének az első sora a következő volt: „Minden dolog együtt volt; akkor hozzájárult az értelem és elrendezte.”

### Pere
Anaxagorasz peréről ellentmondásos feljegyzések maradtak fenn. Ha elfogadjuk phaleroni Démétriosz kronológiáját, akkor Anaxagorasz pere Periklész politikai karrierje előtt volt. Szatürosz beszámolója szerint a vádló Thuküdidész volt, a vád pedig istentagadás és a perzsákkal szimpatizálás volt. Plutarkhosz beszámolója szerint i. e. 433-ban, egy bizonyos Diopeithész nevű ember a népgyűlés elé terjesztett egy olyan javaslatot (amit később el is fogadtak), hogy az istentagadókat és azokat, akik elméleteket alkotnak az égboltról, idézzék törvényszék elé. Ezzel ellentétben Szatürosz a pert Periklész politikai pályafutásának elejére (i. e. 450) helyezi.
Diogenész Laertiosz Sótion Diadokhai művét idézve azt állította, hogy Anaxagoraszt Kleón ítélte el. A vád istentagadás volt, ugyanis Anaxagorasz azt állította, hogy a Nap izzó anyag. Anaxagorasz ügyvédje Periklész volt, a büntetése pedig öt talentum fizetése és száműzetés. Ugyancsak Diogenész idézi Szatürosz Életrajzok című művét, ahol az állt, hogy Thuküdidész mint Periklész ellenfelét vádolta be: nemcsak istentagadással, hanem azzal is, hogy kapcsolatot tartott fenn a médekkel („médeskedett”). Távollétében halálra ítélték.
Más feljegyzések szerint a törvénybírák halálra ítélték. A haláltól azonban megszabadította Periklész, az akkori Athén leghatalmasabb embere, aki tanítványa és barátja volt: megvesztegette a börtönőröket, és így kiszabadította. Ezt követően Anaxagorasz száműzetésbe kényszerült.

## Anaxagorasz filozófiája

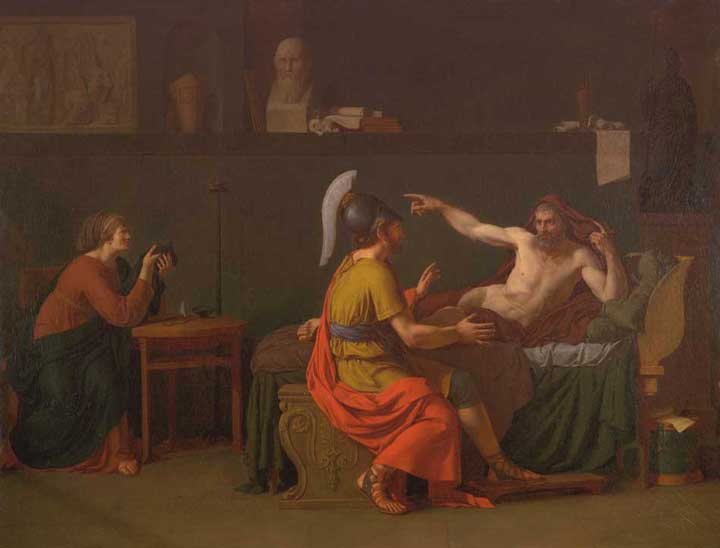
Anaxagorasz és Periklész Augustin-Louis Belle festménye

Anaxagorasz reakciója az eleai monizmusra meglehetősen szélsőséges volt: akárcsak Empedoklész, ő is kifogásolta a parmenidészi Egyet azonban úgy gondolta, hogy Empedoklész pluralizmusa nem ment elég messzire: az Anaxagorasz által feltételezett őskeveréknek nem volt elég csak a hagyományos ellentétpárokat, vagy csak az empedoklészi négy gyökeret tartalmaznia, hanem tartalmazta a határtalan sokaságú részt (moira) és magot (szpermata), amelyek semmiben sem hasonlítottak egymásra. John Burnet szerint, ha ezeket a magokat „elemeknek” neveznénk, akkor azt lehetne mondani, hogy a magok Anaxagorasz rendszerének az elemei, ugyanis a világ dolgai ezek alapján épülnek fel és ugyancsak ezek szerint különböznek.
Anaxagorasz írásaiban jelenik meg először az értelem nélküli anyag és az értelemmel rendelkező Ész szembeállítása. Mondhatni azt is, hogy ő volt a dualizmus egyik előfutára, s bár tanítása nem volt annyira kidolgozott, mint a későbbiekben működő Platóné, elmondható, hogy elmélete az ő korában forradalmi újításnak számított. Anaxagorasz világa lényegében két, egymástól jól elszeparálható létezőből, anyagból és Észből állt. Az anyag tudat nélküli, passzív dolog, az aktív Ész azonban képes megismerni és tetszése szerint elrendezni azt. E két dolog létezése teljes mértékben független egymástól, azonban ahhoz, hogy a jelenlegi világ létrejöhessen, szükségük van egymásra: az anyagnak az Észre, hogy az elrendezze és az Észnek az anyagra, hogy megvalósíthassa, amit akar.

### Kozmológiai tanítások

#### A létezők
Anaxagorasz töredékei alapján, az Egyből származó dolgok jelenlegi állapotuk szerint három különböző kategóriába sorolhatók. Megkülönböztethetünk:
- leváltakat: csillagok, Nap, Hold, levegő, aithér (B 12., B 13.). Ezek azok a dolgok melyek ma is azon formában vannak, ahogyan leváltak az ősmasszáról.
- szétváltakat: ilyenek például az ellentétek (B 12. B 13.). Ezek a dolgok a leváltakból jöttek létre, úgy hogy a leválás a már levált dolgon ismét megismétlődött.
- összekeveredetteket, vagy más néven összetetteket: például az emberek, és az összes többi élőlények (B 4.). Miután megtörtént a szétválás is, a különböző szétvált dolgok keverednek egymással így létrehoznak újabb dolgokat. Ezek azok a dolgok melyeket keletkezni és pusztulni látunk (ld. B 17.).

Az első kategória elemeit azok a dolgok alkotják, amelyek állapota nem változott a leválás óta. A második kategória elemei az előző kategória elemeinek további széthullásából származnak. Az összekeveredettek kategóriába pedig mindaz sorolható, ami akár a leváltak elemeinek keveréke, akár a szétváltak elemeinek a keveréke, vagy mindkettő: a leváltak és szétváltak kategóriákba tartozó elemek keverékéből létrejött.
Az Egy azonban tartalmazott egy további dolgot is: minden dolgok magvait (ld. B 4, 1.). Ezekről a magokról azonban nagyon keveset árult el Anaxagorasz. De azért lássuk mit is tudhatunk róluk: először is megtudjuk, hogy minden összetevődött dologban benne vannak (B 4.1), különböző formájúak, színűek és ízűek lehetnek (uo.), határtalanul sok van belőlük, valamint minden mag egyedi, azaz semennyire nem hasonlít a többi magra (B 4. 8). A magok színeinek és az ízeinek sokfélesége arról tájékoztat, hogy az ellentétek jelen vannak bennük, tehát összetett valamik kell, hogy lenniük.
Gregory Vlastos filozófiatörténész szerint Anaxagoraszt szó szerint kell érteni, ugyanis ő Empedoklésszal ellentétben nem élt költői hasonlatokkal, ő nem verset, hanem prózát írt. Ezért – mondja Vlastos – amikor Anaxagorasz magokat írt, akkor magokra is gondolt, úgy ahogyan a magot biológiai értelemben ismerte. Hogy jobban meg lehessen érteni, mit is értethetett Anaxagorasz a magokon, Vlastos azt javasolja, hogy nézzünk szét kortársai e témával kapcsolatos nézetei közt. Anaxagorasz kortársai, akár filozófusok, akár orvosok voltak egyet értettek abban, hogy a magok olyan alapvető elegyek, melyek egy szülő testből származnak, és amelyekből egy új egyed képes kifejlődni. Az elegy a hasonlóság elve alapján nő, fejlődik. Ez azt jelenti, hogy az elegy minden egyes alkotóeleme (része) magához veszi a környezetéből a hozzá hasonló dolgokat. Ez lehetett Anaxagorasz meglátása is a magokról, írja Vlastos, s ezt támasztja alá a B 10. töredék is: „Hogyan lehetne haj abból, ami nem haj, és hús abból, ami nem hús?”

##### Az Ész
Anaxagorasz az Ész bevezetésével, akárcsak Empedoklész is, egy tökéletesen testetlen entitást kísérelt meg leírni. Azonban számára – ahogyan elődei számára is – a valóság egyetlen végső kritériuma a kiterjedés volt, így az Észt úgy írta le, mint ami a dolgok közül a legfinomabb és a legtisztább. Hogy pontosan milyennek is képzelte azt biztosra nem tudni, nagy valószínűséggel anyaginak, de mégis valami más természetűnek, mint amilyenek az Egy alkotóelemei. Ugyanis míg az Egy minden egyes alkotórésze keveredik a többivel, addig az Ész valamilyen sokkal finomabb anyagból épül fel, mely finomságnak köszönhetően képes tisztán önmaga lenni. Tehát a kozmogónia kezdetén, a világban, két egymástól különböző dolog létezett: az Egy és az Ész. E két ősprincípium közül pedig az Ész a magasabb rendű, mivel képes az Egyet uralni, formálni. Mondhatni úgy is, hogy Ész az aktív princípium, az Egy és annak részei pedig a passzív, befogadó.
Akárcsak Parmenidész és Empedoklész, Anaxagorasz is úgy gondolta, hogy a mozgást nem szabad adott dolognak tekinteni, hanem meg kell magyarázni. Hasonlóan Empedoklészhoz ő is egy külső okot, valamilyen elvont princípiumot tekintett a mozgás okozójának, azonban a Viszály és a Szeretet párosa helyett egyetlen erőt feltételezett: az Észt. Arról azonban, hogy az Ész hogyan és miért indította el a mozgást semmilyen magyarázattal nem szolgált, teljes mértékben függőben hagyta a kérdést. Többek közte ezen okok magyarázatának hiánya miatt, Platón is és Arisztotelész is éles kritikával illette tanítását, ugyanis – állította a két filozófus – miután Empedoklész az Észben jelölte meg a világrend és a benne végbemenő folyamatok okát, később mégis alacsonyabb rendű okokkal – levegővel, aithérrel, vízzel és egyéb képtelenségekkel – magyarázta a berendezkedést és a folyamatokat. Arisztotelész ugyancsak felrója Anaxagorasznak, hogy azok után, hogy az Észt nevezte meg a világban lakozó rend okának, mégis a későbbiekben úgy alkalmazta az Észt, mint holmi deus ex machinát, amit akkor rángatott elő, amikor tanácstalan volt, hogy milyen okból van valami úgy, ahogyan van. Minden más esetben pedig mindenféle mást nevezett meg a keletkező dolgok okának mintsem az Észt.
Platón és Arisztotelész kritikája a mai napi elfogadott a filozófiatörténészek között: általánosan helyeselt az a gondolat, hogy Anaxagorasz, amikor az Észt nevezte meg princípiumnak, nagy és merész lépést tett elődeihez képest, ugyanakkor ők is érthetetlenül állnak az előtt, hogy a későbbiekben, az okok magyarázatánál miért nevez meg mindenféle más dolgot. Ez az „Ész” volt, mondhatni azt, Anaxagorasz istene. S bár Anaxagorasz még nem tudott azon a gondolaton túllépni, hogy a végső valóságnak térbeli kiterjedéssel kell rendelkeznie, az összes preszókratikus gondolkodó közül talán ő jutott a legközelebb a manapság is elfogadott monoteista istenképhez.

#### A létezők számossága és oszthatósága
Anaxagorasz kozmoszában nincsenek, sem legkisebb, sem legnagyobb részek ugyanis minden egyes dolog az önmagához való viszonyában egyaránt lehet nagy is meg kicsiny is. Így egy dologról nem mondható el, hogy van neki egy legkisebb része, hanem mindig találgató egy nálánál kisebb, de ugyanakkor egy nálánál nagyobb is. Ez a megállapítás ugyancsak az eleai nemlétező fogalmának tesz eleget, ugyanis ha elfogadnánk, hogy létezik „legkisebb rész”, akkor az annál kisebb már nemlétező lenne, s ezzel Anaxagorasz ellentmondana korábbi, a létezőről alkotott kijelentéseinek.
Egyes elemzők szerint – mint például G. S. Kirk, J. E. Raven és M. Schofield – Anaxagorasz a B 5. töredékében eleai Zénónnak válaszolt. E változat szerint, Anaxagorasz arra szeretett volna rámutatni, hogy attól, amiért a dolgok pontosan annyian vannak, amennyien, még nem következik az, hogy a számuk korlátos. A végtelen oszthatóság ebből kifolyólag már nem lesz többé paradoxon: bármilyen aprók is lesznek azok a részek, amelyekre valamit felosztunk, ezeknek a részeknek mindig lesz valós kiterjedésük. De attól sem kell többé tartani, hogy ha az osztásnak nem lesz végső tagja, akkor abból a tagok összegének végtelen nagysága következik, mivel, mint ahogyan a B 3. töredékben olvashattuk minden dolog egyaránt leírható nagynak is, kicsinynek is.
Miután Anaxagorasz kijelentette, hogy a kozmosz sok létezőből épül fel, arra is válaszolnia kellett, hogy a kezdeti egységből, hogyan lett sokaság. Ennek a válasznak azonban nem volt szabad szem elől tévesztenie azt az Anaxagorasz által is alaptételként elfogadott parmenidészi tételt, miszerint ami van, az öröktől fogva van, és sohasem pusztul el. Anaxagorasz megoldása e problémára az volt, hogy kijelentette az eredeti Egy valójában egy keverék volt, amely már magában hordozta a jelenlegi világ összes építőelemét (részét) és magját. Azonban mivel Parmenidészhez hasonlóan ő is tagadta az üresség létezését nem mondhatta azt, hogy ebből az ősmasszából keletkezett dolgok térben teljesen elkülöníthetőek lennének egymástól, így arra a következtetésre jutott, hogy akárcsak a kozmogónia kezdetén most is ugyanúgy együtt kell lenniük a dolgoknak.
Az üresség létezésének kiküszöbölése után azonban, Anaxagorasznak egy újabb problémával kellett megküzdenie: ha kezdetben is és most is minden együtt van, akkor miben különbözik a mindenség kezdeti állapota a mostani állapottól. Megoldásként a következőt állította: minden dolog benne van mindenben (B 6.), némely dologban pedig Ész is van. Bár Anaxagorasz sehol nem írt olyant, hogy az Ésszel rendelkező dolgok alatt az élőlényeket értette, az elemzők körében általánosan elfogadott dolog, hogy csakis erre gondolhatott. Érdekes az emberi és az állati intellektus közötti különbség okára adott anaxagoraszi magyarázat – már ha igaz az, amit Arisztotelész Az állati testrészekről című művében erről állít. Azt mondja ugyanis, hogy Anaxagorasz nem azért tartotta az embert bölcsebbnek az állatoknál, mert esetleg több ész jutott neki, hanem azért mert felegyenesedett, két lábra állt, így az elülső végtagjait kézként kezdte el használni.

#### A jelenlegi világ kialakulása
Anaxagorasz világában minden változás az Ész tevékenységének tudható be. Kezdetben, az őskeverékből, az Ész mozgatótevékenységének hatására dolgok kezdtek el leválni. Ez az Ész egyik leválasztó tevékenysége: a mozgás, pontosabban az körmozgás elindítása mely lehetőséget adott a dolgok sokaságból való bizonyos fokú szeparálódásra. Platón és Arisztotelész szerint az Ész csak az első mozgást indította el, minden más ezt követő folyamat mechanikus tényezők következménye. Miután az Ész elindította a körforgást, a megmozgatott, most már örvénylő anyag a fizika szabályainak alávetve, valószínűsíthetően a centrifugális erő egyre növekvő hatására további részeire bomlott:
És amikor az Ész elkezdte a mozgatást, dolgok váltak le a mozgó mindenségről [vagy: mindenről, ami megmozdult],
és valahány dolgot az Ész megmozgatott, azok mind szétváltak
Miközben pedig mozogtak és szétváltak, a körforgás sokkal erősebbé tette a szétválást.
Anaxagorasz B 13, 2-3. (Steiger Kornél fordítása)
Egy másik elmélet szerint az Ész azáltal választja le a dolgokat az őskeverékről, hogy megismeri, megkülönbözteti azokat a többitől. Az intellektuális-leválasztás elmélet előzménye Parmenidész filozófiájában keresendő. Szerinte ugyanis az emberek nem felismerték a dolgokat, hanem elhatározták, szokásukká tették, hogy két formát különböztetnek meg. Nem felismerték, hogy ezek különböznek egymástól, hanem megkülönböztették őket majd jegyeket tulajdonítottak nekik.
Mert elhatározták [ti. az emberek], hogy két formát (morphé) neveznek meg,
[…]
és alakra ellentéteseként különböztetik meg őket, és jegyeket tulajdonítanak nekik
egymástól elkülönítetteket. Az egyiknek a láng éteri tüzet,
mely mozgékony, nagyon könnyű, önmagával mindenfele azonos,
a másikkal pedig nem azonos. De a másik önmagában
ennek ellentéte, sötét éjszaka, sűrű alakú és súlyos.
Parmenidész B 8, 53 – 59. (Steiger Kornél fordítása)
Ezek szerint, Anaxagorasz kozmogóniájának kezdete, a fenti parmenidészi töredékre adott kiegészítésként is értelmezhető. Parmenidész ugyanis csak annyit mond el, hogy az emberek, elhatározásuk révén jutottak el a több létező fogalmának kialakításához, viszont nem mond semmit arról, hogy ez a megkülönböztetést hogyan történt. Anaxagorasz kozmogóniája ezt az elméletet gondolja tovább: a világ eredeti, kezdeti állapotában egy homogén egységet alkot, majd később, valamilyen értelem munkálkodása révén, az Egyből kiválik a sokaság, mindez azonban úgy történik, hogy az Egy kontinuitása nem bomlik meg. Ez az elmélet szerint tehát, az anaxagoraszi Ész is inkább megkülönböztet dolgokat és nem fizikálisan leválaszt.
Jonathan Barnes filozófiatörténész következő magyarázatot adta arra, hogy Anaxagorasz őskeverékében miért nem voltak a dolgok felismerhetőek: az eredeti keverékben az arany vagy hús részecskék annyira parányiak voltak, hogy nem lehetett megfigyelni őket, pont úgy ahogyan a tengerbe öntött pohár bor sem okoz semmilyen megfigyelhető változást a tengervízben. (Pontosan ez az ok, amiért az eredeti masszának nincs színe (201): a színtelen levegő és aithér, melyek mennyiségben fölényben voltak, elnyelték a velük összekeveredett más dolgok színeit. Egy pohár Burgundy nem fogja a zöldet pirosra változtatni.)
Az anaxagoraszi kozmológia azzal kezdődik, hogy a levegő és az aithér tartott féken mindent, mivel az őskeverék belőlük tartalmazott a legtöbbet. Így ősmassza annak mutatkozott, amiből épp több volt benne: levegőnek és aithérnak. Ez volt az oka, hogy semmi más nem volt megkülönböztethető, felismerhető benne, mivel minden az ősmassza levegőnek és aithérnak látszott. Ugyanez történik a dolgokkal a jelenlegi világban is, minden dolog annak mutatkozik, amiből a legtöbb van benne. Tehát a levegő és az aithér, valamint az összes többi dolog valóságos létező, nem úgy, mint Parmenidésznél ahol mindez csupán csak az emberi elme szüleménye.

#### Lehetséges világok száma
Anaxagorasz csatlakozott ahhoz a Ión felfogáshoz miszerint több, a miénkhez hasonló világ létezik. Az anaxagoraszi B 4. töredék 3 – 6. soraiban a következő olvasható:
És, hogy az embereknek népes városaik és megművelt földjeik vannak, éppúgy mint nálunk,
meg Napjuk is van, meg Holdjuk, meg minden egyéb, mint nálunk.
A föld meg számos, sokféle termést hoz nekik, melynek a javát, miután betakarították otthonaikba, felhasználják.
Ezeket a leválásról azért mondom, mert nemcsak minálunk mehetett végbe, hanem másutt is.
(Steiger Kornél fordítása)
A fenti töredék alapján számos kutató látta úgy, hogy Anaxagorasz több egyidejű világ létezésében hitt, mások pedig tagadták ezt. Szimplikiosz, aki a fent említett idézetet megőrizte tanácstalan volt arra nézve, hogy pontosan mire is gondolhatott Anaxagorasz. Szerinte azonban nagyobb a valószínűsége, hogy több világról van itt szó, különben nem használná Anaxagorasz a szövegében kétszer is a „mint nálunk” kifejezést. A különböző világok alatt pedig nem időben egymásután következő világokra gondolhatott Anaxagorasz – folytatja Szimplikiosz – ugyanis nem múlt időben beszél, amikor azt mondja, hogy az emberek a leghasznosabbakat a házaikba hordják és felhasználják. Nem azt mondja, hogy felhasználták, hanem azt, hogy felhasználják.
Edward Zeller filozófiatörténész szerint, Anaxagorasz fenti töredékének mondanivalója homályos. Szerinte inkább valószínű, hogy a filozófus földünk egy távoli régiójára, vagy a Holdra gondolt, de semmiképpen sem több egyidejűleg létező világokra. Burnet valószínűtlennek tartja Zeller meglátásait és azt mondja, hogy annak ellenére, hogy Aetiosz, Anaxagoraszt az egy világot feltételező gondolkodók közé sorolta, a B 4. fragmentum tartalma bizonyíték arra, hogy nem így van. Szerinte az a mondat, hogy „nemcsak minálunk mehetett végbe, hanem másutt is” azt jelenti, hogy az Ész, a határtalan anyagban több különböző helyen is örvényeket hozott létre. Azt mindenképpen megállapíthatjuk, hogy Aetiosz nem volt egészen tisztában azzal, hogy mit is gondolt Anaxagorasz ebben a kérdésben, ugyanis az egyik helyen (A 65) a filozófust azok közé sorolta, akik szerint a világ mulandó s ezért egymást követő világok létezését állította; másik helyen (A 63) pedig arról számol be, hogy Anaxagorasz egy világ létezésében hitt. Francis Macdonald Cornford filozófiatörténész meglátása szerint, Anaxagorasz nem a miénktől különböző világokról beszél, hanem a mi világunk távoli tájaira utal, hasonlóan Platónhoz (Phaidón 109 A skk.) aki a „föld mélyedéseiről” szóló mítoszában hasonlóakat mond. Az anaxagoraszi számtalan világ problémájára egy másik érdekes megoldást P. Leon (1927) The Homoiomeries of Anazagoras megjelent írásában olvashatjuk. Leon a homoiomereia elmélet magyarázatához használta fel a számtalan világ elméletről szóló meglátását: számtalan olyan világ létezik, mint amilyen a miénk, de csak a tudatalatti szinten. Ez azt jelenti, hogy a kozmosz tükörképe benne van minden egyes részében, azaz minden egyes vízcseppben, kenyérmorzsában, levegőben megtalálható a világunk egy-egy miniatúrája.

### Ismeretelmélet
Azok után, hogy természetfilozófiájában Anaxagorasz posztulálta a több létező jelenlétét a világunkban, nemcsak a mozgás és a változásra tudott magyarázattal szolgálni, hanem az érzékelés érvényességéről is. Az érzékelést magát ugyan lehetségesnek tartotta, azonban annak megbízhatóságában már kételyei voltak, szerinte ugyanis az érzékszerveink túl gyengék ahhoz, hogy az igazságot felismerjék.
Sextus Empiricus elmondása szerint Anaxagorasz a színek kicsiny fokozatban történő változásán mutatja be az érzékszervek megbízhatatlanságát: ha veszünk két színt, feketét és fehéret, majd az egyikből fokozatosan, kis adagokban töltünk a másikba, azt fogjuk tapasztalni, hogy a látásunk képtelen lesz különbséget tenni az apróként végbemenő változások között, pedig valamilyen változás biztosan történik. Ez azt jelenti, hogy valójában egyetlen dologról sem mondhatjuk el, hogy ismerjük, mivel minden egyes dologban számos olyan összetevő is van, amelyeket, kicsinységük miatt, érzékszerveink képtelenek érzékelni. Ezért aztán az van, hogy nem a dolgokat, csupán a jelenségeket érzékeljük. Ezek szerint „mindenben mindenből van egy rész” kijelentéssel Anaxagorasz arra utalhatott, hogy a világunk dolgai annak ellenére, hogy az ősmasszából kiváltak, nem különültek el teljesen egymástól. Inkább lehetne azt mondani, hogy a hasonló részecskék egymáshoz vonzódtak, és így vált lehetővé, hogy a dolgok annak mutatkozzanak, amiből több van belőlük. Ez az „annak mutatkozás” azonban nem lehet azonos a dolog természetével, mivel a dolgot tisztán a maga valóságában sohasem láthatjuk, számunkra felismerhetetlen, mi csak ezek képeit látjuk: a jelenségeket (ld. Anax. B 21 a).
Theophrasztosz, aki Az érzékekről című művében összegyűjtötte és kommentálta elődei tanításait, részletes tudósítást ad Anaxagoraszról is. Tőle tudjuk meg, hogy tudatosan szembehelyezkedett Empedoklésszal, aki azt állította, hogy csak a hasonló érzékeli a hasonlót, szerinte ugyanis éppen fordítva történnek a dolgok: az érzékelés az ellentétes révén történik, mivel a hasonló a hasonlótól nem szenved el hatást:
Ugyanilyen módon ítéli meg tárgyát a tapintás és az ízlelés is. Két egyformán meleg vagy hideg tárgy nem melegíti vagy hűti le egymást, ha érintkeznek, és az édeset vagy a :fanyart sem az édessel vagy a fanyarral ismerjük meg, hanem a meleggel a hideget, a sóssal az ihatót, fanyarral az édeset – mindegyiküket azzal, amiben hiányt szenved.
Theophrasztosz: Az érzékekről I. 28 (Steiger Kornél fordítása)
Ezek szerint akkor érzékelünk valamit, ha olyasvalamivel kerülünk kapcsolatba, ami ellentétes akár a fizikai akár a szellemi énünkkel, s mivel, mint korábban már Anaxagorasz leszögezte, hogy mindenben, mindenből van egy rész (B 6, 2.) következik, hogy testünkben is mindenből van egy rész, s ezért vagyunk képesek a sokféleséget érzékelni.
Theophrasztosz elmondásából megtudjuk azt is, hogy Anaxagorasz minden egyes érzékszerv működésére adott magyarázatot: a látást a pupillán megjelenő tükörképpel magyarázta. A szaglást a belégzéssel, a hallást pedig az „üreges” koponyába bejutó hanggal. Az érzékelés erősségét pedig az érzékelő szerv méreteitől tette függővé: minél nagyobb a szem annál élesebb a látás. Ugyancsak a szem nagyságtól illetve kicsinységtől függ a távollátás milyensége is: minél nagyobb a szem annál messzibbre lehet vele látni. Hasonló a helyzet a hallás és a szaglás esetében is. Az érzékelés pedig egyfajta fájdalom, ezért van az, hogy minél hosszabb ideig érintkezünk ellentétes dologgal, annál elviselhetetlenebb fájdalmat érzünk.
Amellett, hogy leírta Anaxagorasz érzékeléselméletét, Theophrasztosz annak hiányosságaira is rámutatott. Meglátása szerint, Anaxagorasz egy helyes meglátásból indult ki amikor szembehelyezkedvén Empedoklésszal az állította, hogy az ellentéteseken keresztül történik az érzékelés. Ugyanis a változás nem a hasonlók, hanem az ellentétesek következtében megy végbe. Abban viszont már egyáltalán nem értett egyet, hogy minden érzékelés fájdalmas lenne. Valószínűleg Arisztotelész természetes és természetellenes mozgás modelljét követve, kétféle érzékelést különböztetett meg: egy kellemes érzéssel járó természetes érzékelést és egy fájdalmas természetellenes, kényszerű érzékelést. Kritikájának magyarázataként pedig a tapasztalatot hozta fel, azt állította ugyanis, hogy Anaxagorasz teóriája egyszerűen nem vág egybe a tapasztalattal.

## Lásd még
- Preszókratikus filozófia
- Posztparmenideánus filozófia
- Bibliográfia Anaxagorászhoz

## Magyarul
- Görög gondolkodók 1.; ford. Bodor András, Szabó György; szerk. Hitseker Mária; Kossuth, Bp., 1992

## Külső hivatkozások
- Anaxagoras in English and Greek (angolul)
- Töredékek a műveiből
- Gondolkodó